# Jake Schreier
Pour les articles homonymes, voir Schreier.
Jake Schreier est un réalisateur américain, né le 29 septembre 1981 à Berkeley (Californie).
Il est notamment connu pour avoir réalisé Robot and Frank (2012) et Thunderbolts* (2025). Il a également réalisé des épisodes de la série Acharnés et de Skeleton Crew dans l'univers Star Wars.

## Biographie

### Études
Né à Berkeley, Jake Schreier poursuit ses études à New York University Tisch School of the Arts. Il a réalisé des vidéos musicales et des films commerciaux. 

### Carrière
Il fonde le collectif Waverly Films à Brooklyn[Quand ?]. Il figure sur la liste des « meilleurs nouveaux réalisateurs » du magazine Creativity Magazine. En 2012, il réalise Robot and Frank, qui est nommé au festival du film de Sundance 2012 et au festival de Deauville.
Il réalise ensuite La Face cachée de Margo (2015), adaptation du roman pour jeunes adultes du même nom de John Green paru en octobre 2008. Le film reçoit des critiques mitigées mais réalise de bonnes performances au box-office avec plus de 85 millions de dollars récoltés, pour un budget de 12 millions. 
En 2021 sort Magnificent Coloring World, un documentaire sur la tourné du rappeur Chance the Rapper. En juin 2022, Jake Schreier est engagé par Marvel Studios pour réaliser le long métrage Thunderbolts*. 36e film de l'Univers cinématographique Marvel, le film est plébiscité par la critique mais réalise des résultats jugés décevants au box-office par rapport aux autres opus de la franchise.
En juin 2025, il est malgré tout annoncé à la réalisation d'un nouveau film sur les X-Men, intégré à l'univers cinématographique Marvel.

## Filmographie
Sauf indication contraire, les informations mentionnées dans cette section peuvent être confirmées par les bases de données cinématographiques IMDb et Allociné,  présentes dans la section « Liens externes ».

### Cinéma
- 2005 : Christopher Ford Sees a Film (court-métrage)
- 2012 : Robot and Frank
- 2015 : La Face cachée de Margo (Paper Towns)
- 2025 : Thunderbolts*

### Télévision
- 2013 : Alpha House
- 2016 : Shameless
- 2017-2018 : I'm Dying Up Here
- 2018-2019 : Lodge 49
- 2018-2020 : Kidding
- 2021 : Dave
- 2021 : Brand New Cherry Flavor
- 2021 : The Premise
- 2022 : Minx
- 2023 : Beef (également producteur exécutif)
- 2024 : Skeleton Crew (épisode 5)

### Clips musicaux
- 2017 : Same Drugs de Chance the Rapper
- 2018 : Eastside de Benny Blanco, Halsey & Khalid
- 2018 : I Found You de Benny Blanco & Calvin Harris
- 2018 : I Can't Get Enough de Benny Blanco, Tainy, Selena Gomez & J Balvin
- 2019 : Graduation de Benny Blanco & Juice WRLD
- 2020 : Lonely de Justin Bieber & Benny Blanco
- 2021 : Magnificent Coloring World (documentaire) de Chance the Rapper
- 2022 : We cry together de Kendrick Lamar & Taylour Paige
- 2025 : Younger and Hotter Than Me de Selena Gomez & Benny Blanco

## Distinctions
- Nommé pour le prix de la Révélation Cartier, Grand Prix dans : Robot and Frank  au Festival de Deauville
- Prix Alfred P. Sloan au Sundance Film Festival
- Nommé au Zurich Film Festival
- Nommé au Festival Européen du Film Fantastique de Strasbourg